# Miyagegashi
Il miyagegashi, detto anche miyagekashi (土産菓子? letteralmente "dolce souvenir") è un dolce realizzato per essere venduto come souvenir.
Come la gran parte dei souvenir giapponesi (omiyage), il miyagegashi tipico è una specialità regionale (meibutsu) e non viene venduto al di fuori di una certa zona. In Giappone, la produzione e la vendita di miyagekashi è parte fondamentale dell'industria omiyage.

## Lista di miyagegashi
- Yatsuhashi (Kyoto)[1]
- Chinsuko (Okinawa)
- Tokyo Banana (Tokyo)[2]
- Shiroi Koibito (Hokkaidō)[3]
- Hiyoko (Fukuoka)